# European League femminile 2014
L'European League di pallavolo femminile 2014 si è svolta dal 6 giugno al 19 luglio 2014: al torneo hanno partecipato otto squadre nazionali europee e la vittoria finale è andata per la prima volta alla Turchia.

## Regolamento

### Formula
Le squadre hanno disputato una prima fase a gironi con formula del girone all'italiana con gare di andata e ritorno giocate due volte; al termine della prima fase, la prima classificata di ogni girone si è qualificata per la finale, giocata con gara di andata e ritorno (in finale, coi punteggi di 3-0 e 3-1 sono stati assegnati 3 punti alla squadra vincente e 0 a quella perdente, col punteggio di 3-2 sono stati assegnati 2 punti alla squadra vincente e 1 a quella perdente; in caso di parità di punti dopo le due partite è stato disputato un golden set).

### Criteri di classifica
Se il risultato finale è stato di 3-0 o 3-1 sono stati assegnati 3 punti alla squadra vincente e 0 a quella sconfitta, se il risultato finale è stato di 3-2 sono stati assegnati 2 punti alla squadra vincente e 1 a quella sconfitta.
L'ordine del posizionamento in classifica è stato definito in base a:
- Punti;
- Ratio dei set vinti/persi;
- Ratio dei punti realizzati/subiti;
- Risultati degli scontri diretti.

## Squadre partecipanti
| Squadra     | Qualificazione | Ultima partecipazione |
| ----------- | -------------- | --------------------- |
| Azerbaigian | Wild card      | Debutto               |
| Bulgaria    | Wild card      | European League 2013  |
| Germania    | Wild card      | European League 2013  |
| Grecia      | Wild card      | European League 2012  |
| Polonia     | Wild card      | Debutto               |
| Slovenia    | Wild card      | Debutto               |
| Spagna      | Wild card      | European League 2012  |
| Turchia     | Wild card      | European League 2013  |

## Torneo

### Fase a gironi
| Girone A    | Girone B |
| ----------- | -------- |
| Azerbaigian | Germania |
| Bulgaria    | Grecia   |
| Slovenia    | Polonia  |
| Turchia     | Spagna   |

#### Girone A

##### Risultati
| 6 giugno 2014 Hristo Botev Hall, Sofia Durata: 1h:09 - Spettatori: 400                  | Bulgaria    | 3 - 0 | Azerbaigian | 25-15, 25-23, 25-17               |
| 7 giugno 2014 Hristo Botev Hall, Sofia Durata: 1h:35 - Spettatori: 200                  | Bulgaria    | 3 - 1 | Azerbaigian | 19-25, 25-19, 25-17, 25-13        |
| 7 giugno 2014 Toroslar Spor Salonu, Mersin Durata: 1h:09 - Spettatori: 1 100            | Turchia     | 3 - 0 | Slovenia    | 25-19, 25-13, 25-20               |
| 8 giugno 2014 Toroslar Spor Salonu, Mersin Durata: 1h:16 - Spettatori: 1 050            | Turchia     | 0 - 3 | Slovenia    | 20-25, 11-25, 21-25               |
| 14 giugno 2014 A.Y.S. Sport Hall, Baku Durata: 1h:38 - Spettatori: 75                   | Azerbaigian | 2 - 3 | Slovenia    | 25-14, 25-16, 9-25, 18-25, 8-15   |
| 15 giugno 2014 A.Y.S. Sport Hall, Baku Durata: 1h:07 - Spettatori: 70                   | Azerbaigian | 3 - 0 | Slovenia    | 25-18, 25-19, 25-11               |
| 14 giugno 2014 Hristo Botev Hall, Sofia Durata: 1h:32 - Spettatori: 300                 | Bulgaria    | 3 - 1 | Turchia     | 16-25, 25-12, 25-16, 25-23        |
| 15 giugno 2014 Hristo Botev Hall, Sofia Durata: 1h:40 - Spettatori: 200                 | Bulgaria    | 1 - 3 | Turchia     | 25-19, 13-25, 18-25, 16-25        |
| 21 giugno 2014 Cengiz Göllü Kapalı Spor Salonu, Bursa Durata: 1h:05 - Spettatori: 2 000 | Turchia     | 3 - 0 | Azerbaigian | 25-11, 25-14, 25-18               |
| 22 giugno 2014 Cengiz Göllü Kapalı Spor Salonu, Bursa Durata: 1h:44 - Spettatori: 1 800 | Turchia     | 3 - 1 | Azerbaigian | 25-27, 26-24, 25-22, 25-14        |
| 19 giugno 2014 Sport Hall OŠ, Capodistria Durata: 2h:04 - Spettatori: 200               | Slovenia    | 3 - 2 | Bulgaria    | 25-21, 25-23, 24-26, 18-25, 15-12 |
| 20 giugno 2014 Sport Hall OŠ, Capodistria Durata: 1h:58 - Spettatori: 200               | Slovenia    | 3 - 2 | Bulgaria    | 25-21, 20-25, 18-25, 25-21, 15-10 |
| 27 giugno 2014 A.Y.S. Sport Hall, Baku Durata: 1h:29 - Spettatori: 150                  | Azerbaigian | 3 - 1 | Turchia     | 25-16, 19-25, 25-16, 25-15        |
| 28 giugno 2014 A.Y.S. Sport Hall, Baku Durata: 1h:21 - Spettatori: 100                  | Azerbaigian | 0 - 3 | Turchia     | 25-27, 16-25, 11-25               |
| 28 giugno 2014 Hristo Botev Hall, Sofia Durata: 1h:52 - Spettatori: 200                 | Bulgaria    | 3 - 1 | Slovenia    | 25-21, 19-25, 25-21, 25-18        |
| 29 giugno 2014 Hristo Botev Hall, Sofia Durata: 1h:40 - Spettatori: 150                 | Bulgaria    | 1 - 3 | Slovenia    | 22-25, 25-16, 20-25, 23-25        |
| 5 luglio 2014 Sportna Dvorana Ljudski, Maribor Durata: 1h:43 - Spettatori: 250          | Slovenia    | 1 - 3 | Azerbaigian | 25-21, 19-25, 17-25, 21-25        |
| 6 luglio 2014 Sportna Dvorana Ljudski, Maribor Durata: 2h:00 - Spettatori: 150          | Slovenia    | 3 - 2 | Azerbaigian | 19-25, 23-25, 25-20, 30-28, 15-7  |
| 5 luglio 2014 Amiral Orhan Aydin Sports Hall, Marmaris Durata: 1h:15 - Spettatori: 750  | Turchia     | 3 - 0 | Bulgaria    | 25-19, 25-22, 25-17               |
| 6 luglio 2014 Amiral Orhan Aydin Sports Hall, Marmaris Durata: 1h:21 - Spettatori: 700  | Turchia     | 3 - 0 | Bulgaria    | 25-23, 25-23, 25-17               |
| 11 luglio 2014 A.Y.S. Sport Hall, Baku Durata: 1h:54 - Spettatori: 100                  | Azerbaigian | 3 - 2 | Bulgaria    | 20-25, 21-25, 25-19, 25-18, 15-9  |
| 12 luglio 2014 A.Y.S. Sport Hall, Baku Durata: 1h:12 - Spettatori: 80                   | Azerbaigian | 3 - 0 | Bulgaria    | 25-18, 29-27, 25-15               |
| 11 luglio 2014 Sportna Dvorana Leon Stukelj, Novo Mesto Durata: 2h:05 - Spettatori: 300 | Slovenia    | 1 - 3 | Turchia     | 24-26, 26-24, 23-25, 24-26        |
| 12 luglio 2014 Sportna Dvorana Leon Stukelj, Novo Mesto Durata: 1h:12 - Spettatori: 200 | Slovenia    | 0 - 3 | Turchia     | 21-25, 19-25, 24-26               |

##### Classifica
| Pos. | Squadra     | Pt | G  | V | P | SV | SP | Ratio | PF    | PS    | Ratio |
| ---- | ----------- | -- | -- | - | - | -- | -- | ----- | ----- | ----- | ----- |
| 1    | Turchia     | 27 | 12 | 9 | 3 | 29 | 12 | 2.417 | 949   | 848   | 1.119 |
| 2    | Azerbaigian | 16 | 12 | 5 | 7 | 21 | 25 | 0.840 | 951   | 987   | 0.964 |
| 3    | Bulgaria    | 15 | 12 | 4 | 8 | 20 | 27 | 0.741 | 1 002 | 1 020 | 0.982 |
| 4    | Slovenia    | 14 | 12 | 6 | 6 | 21 | 27 | 0.778 | 1 011 | 1 058 | 0.956 |

#### Girone B

##### Risultati
| 7 giugno 2014 Porsche Arena, Stoccarda Durata: 1h:14 - Spettatori: 2 400                     | Germania | 3 - 0 | Spagna   | 25-15, 25-10, 25-17              |
| 8 giugno 2014 Porsche Arena, Stoccarda Durata: 1h:16 - Spettatori: 2 500                     | Germania | 3 - 0 | Spagna   | 25-19, 25-18, 25-14              |
| 6 giugno 2014 Hala Sportowa Milicz, Milicz Durata: 1h:14 - Spettatori: 550                   | Polonia  | 3 - 0 | Grecia   | 25-12, 26-24, 25-14              |
| 8 giugno 2014 Hala WS Aqua Zdroj, Wałbrzych Durata: 2h:09 - Spettatori: 1 700                | Polonia  | 3 - 2 | Grecia   | 23-25, 26-28, 25-19, 25-16, 15-4 |
| 13 giugno 2014 Pabellón Polideportivo Pisuerga, Valladolid Durata: 1h:44 - Spettatori: 800   | Spagna   | 1 - 3 | Polonia  | 25-21, 12-25, 24-26, 14-25       |
| 14 giugno 2014 Pabellón Polideportivo Pisuerga, Valladolid Durata: 1h:42 - Spettatori: 1 200 | Spagna   | 1 - 3 | Polonia  | 25-20, 18-25, 18-25, 16-25       |
| 13 giugno 2014 Neapolis National Sports Hall, Larissa Durata: 1h:58 - Spettatori: 600        | Grecia   | 3 - 1 | Germania | 25-20, 25-18, 24-26, 25-20       |
| 15 giugno 2014 Neapolis National Sports Hall, Larissa Durata: 1h:33 - Spettatori: 500        | Grecia   | 0 - 3 | Germania | 25-27, 23-25, 20-25              |
| 20 giugno 2014 Pabellón Polideportivo Caja, Madrid Durata: 2h:04 - Spettatori: 1 000         | Spagna   | 2 - 3 | Germania | 25-18, 25-21, 22-25, 23-25, 7-15 |
| 21 giugno 2014 Pabellón Polideportivo Caja, Madrid Durata: 1h:40 - Spettatori: 1 300         | Spagna   | 3 - 1 | Germania | 25-17, 25-19, 13-25, 25-23       |
| 20 giugno 2014 X.A.N. - Y.M.C.A., Salonicco Durata: 1h:24 - Spettatori: 550                  | Grecia   | 3 - 0 | Polonia  | 25-21, 25-18, 25-23              |
| 21 giugno 2014 X.A.N. - Y.M.C.A., Salonicco Durata: 1h:54 - Spettatori: 600                  | Grecia   | 3 - 1 | Polonia  | 25-19, 16-25, 25-21, 25-22       |
| 27 giugno 2014 Polideportivo Los Cantos, Alcorcón Durata: 1h:45 - Spettatori: 1 300          | Spagna   | 3 - 1 | Grecia   | 19-25, 26-24, 25-22, 25-23       |
| 28 giugno 2014 Polideportivo Los Cantos, Alcorcón Durata: 1h:21 - Spettatori: 1 500          | Spagna   | 3 - 0 | Grecia   | 25-22, 25-16, 25-22              |
| 28 giugno 2014 Orlen Arena, Płock Durata: 1h:13 - Spettatori: 1 200                          | Polonia  | 0 - 3 | Germania | 15-25, 20-25, 16-25              |
| 29 giugno 2014 Orlen Arena, Płock Durata: 1h:44 - Spettatori: 1 050                          | Polonia  | 3 - 1 | Germania | 19-25, 25-18, 25-19, 25-23       |
| 4 luglio 2014 Melina Merkourī Hall, Rentis Durata: 1h:52 - Spettatori: 100                   | Grecia   | 1 - 3 | Spagna   | 25-19, 23-25, 22-25, 23-25       |
| 5 luglio 2014 Melina Merkourī Hall, Rentis Durata: 1h:35 - Spettatori: 120                   | Grecia   | 1 - 3 | Spagna   | 25-19, 13-25, 21-25, 16-25       |
| 5 luglio 2014 EWE Arena, Oldenburg Durata: ? - Spettatori: 1 450                             | Germania | 3 - 0 | Polonia  | 25-20, 25-23, 27-25              |
| 6 luglio 2014 EWE Arena, Oldenburg Durata: 1h:29 - Spettatori: 1 300                         | Germania | 3 - 0 | Polonia  | 31-29, 25-15, 25-16              |
| 11 luglio 2014 Hala Sportowo - Widowiskowa, Koszalin Durata: 1h:21 - Spettatori: 3 400       | Polonia  | 3 - 0 | Spagna   | 25-14, 25-19, 26-24              |
| 12 luglio 2014 Hala Sportowo - Widowiskowa, Koszalin Durata: 1h:56 - Spettatori: 3 420       | Polonia  | 3 - 1 | Spagna   | 25-19, 24-26, 25-18, 25-21       |
| 11 luglio 2014 Anhalt Arena, Dessau-Roßlau Durata: 1h:20 - Spettatori: 1 822                 | Germania | 3 - 0 | Grecia   | 25-22, 25-12, 25-11              |
| 13 luglio 2014 Wiedigsburghalle, Nordhausen Durata: 1h:20 - Spettatori: 1 250                | Germania | 3 - 0 | Grecia   | 25-21, 25-20, 25-17              |

##### Classifica
| Pos. | Squadra  | Pt | G  | V | P | SV | SP | Ratio | PF  | PS    | Ratio |
| ---- | -------- | -- | -- | - | - | -- | -- | ----- | --- | ----- | ----- |
| 1    | Germania | 26 | 12 | 9 | 3 | 30 | 11 | 2.727 | 967 | 826   | 1.170 |
| 2    | Polonia  | 20 | 12 | 7 | 5 | 22 | 21 | 1.048 | 979 | 919   | 1.065 |
| 3    | Spagna   | 16 | 12 | 5 | 7 | 20 | 25 | 0.800 | 934 | 1 027 | 0.909 |
| 4    | Grecia   | 10 | 12 | 3 | 9 | 14 | 29 | 0.483 | 900 | 1 008 | 0.893 |

### Finale

#### Andata
| 16 luglio 2014 Cengiz Göllü Kapalı Spor Salonu, Bursa Durata: 1h:42 - Spettatori: 1 500 | Turchia | 3 - 1 | Germania | 25-13, 25-23, 16-25, 25-21 |

#### Ritorno
| 19 luglio 2014 Großsporthalle, Rüsselsheim am Main Durata: 1h:51 - Spettatori: 1 300 | Germania | 1 - 3 | Turchia | 19-25, 23-25, 25-20, 20-25 |

## Podio

### Campione
Template:Turchia femminile pallavolo European League 2014

### Secondo posto
Template:Germania femminile pallavolo European League 2014

## Classifica finale
| Pos | Squadra     | Qualificazione        |
| --- | ----------- | --------------------- |
|     | Turchia     |                       |
|     | Germania    |                       |
| 3   | Polonia     |                       |
| 4   | Azerbaigian | World Grand Prix 2015 |
| 5   | Spagna      |                       |
| 6   | Bulgaria    |                       |
| 7   | Slovenia    |                       |
| 8   | Grecia      |                       |